# Ladri di biciclette
(Vittorio De Sica, in Abbiamo domandato a De Sica perché fa un film dal "Ladro di biciclette" , La Fiera Letteraria, 6/2/1948)
Ladri di biciclette è un film del 1948 diretto, prodotto e co-scritto da Vittorio De Sica. Girato con un'ampia partecipazione di attori non professionisti, la storia fu tratta dall'omonimo romanzo del 1946 di Luigi Bartolini, con un soggetto originale scritto da Cesare Zavattini. È considerato un classico della storia del cinema ed è ritenuto uno dei massimi capolavori del neorealismo cinematografico italiano.
Quattro anni dopo la sua uscita, venne ritenuto il più grande film di tutti i tempi dalla rivista cinematografica britannica Sight & Sound. Nel 1958 fu dichiarato il secondo miglior film di sempre alla Confrontation di Bruxelles, da una giuria internazionale di critici.
Ladri di biciclette è stato in seguito inserito, come opera rappresentativa, nella lista dei 100 film italiani da salvare, e oltre a ciò è stato classificato nella quarta posizione ne "I 100 migliori film del cinema mondiale - I più grandi film non in lingua inglese" dalla rivista Empire. Inoltre, il magazine statunitense Rolling Stone, lo ha collocato al 55º posto nella sua speciale classifica dei migliori cento film del XX secolo.

## Trama

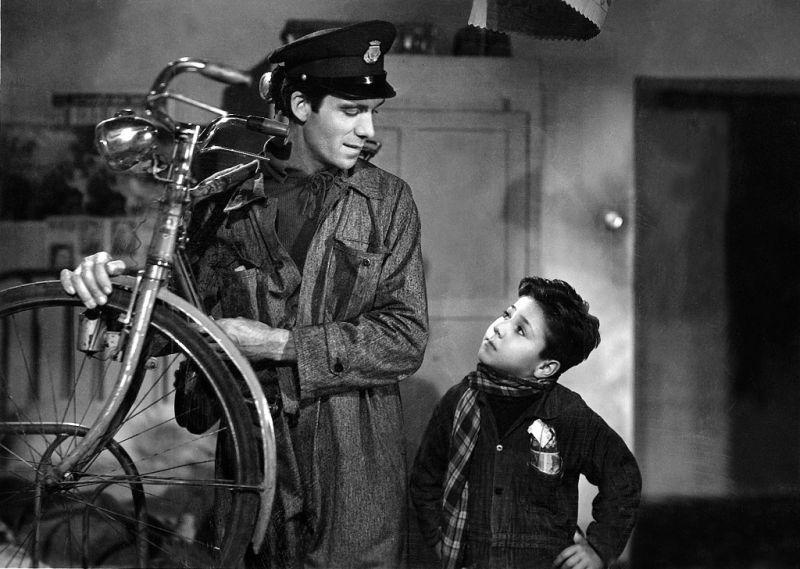
Una scena del film

Una scena del film

Roma, secondo dopoguerra. Antonio Ricci, un disoccupato, trova lavoro come attacchino comunale. Per lavorare deve però possedere una bicicletta e la sua è impegnata al Monte di Pietà, per cui la moglie Maria è costretta a dare in pegno le lenzuola per riscattarla. Proprio il primo giorno di lavoro, però, mentre tenta di incollare un manifesto cinematografico, la bicicletta gli viene rubata. Antonio rincorre il ladro, ma inutilmente. Andato a denunciare il furto alla polizia, si rende conto che le forze dell'ordine per quel piccolo e comune furto non potranno aiutarlo.
Tornato a casa amareggiato, capisce che l'unica possibilità è mettersi lui stesso alla ricerca della bicicletta. Chiede quindi aiuto a un suo compagno di partito, che mobilita i suoi colleghi netturbini con i quali, all'alba, insieme con il figlio Bruno, che lavora in un distributore di benzina, si reca a cercare la bicicletta: dapprima a piazza Vittorio e poi a Porta Portese, dove solitamente vengono rivenduti gli oggetti rubati. Tuttavia non c'è niente da fare: la bicicletta, probabilmente ormai smembrata nelle sue parti, non si trova.

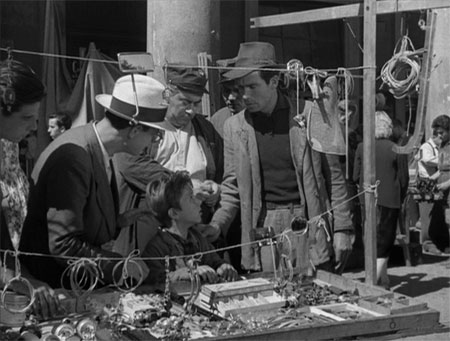
L'inutile ricerca a Piazza Vittorio

Enzo Staiola (Bruno)

Proprio a Porta Portese, Antonio riconosce il ladro in compagnia di un vecchio barbone, perdendolo subito di vista. Anche il vecchio vuole sfuggire a Ricci, che lo segue fino a una mensa dei poveri, dove dame di carità della pia borghesia romana distribuiscono minestra agli affamati che partecipano alla funzione religiosa. L'uomo pretende di essere accompagnato dal barbone alla casa del ladro ma, approfittando di una sua distrazione, il vecchio si dà alla fuga. Ormai perse le speranze, Antonio arriva persino a rivolgersi a una "santona", una sorta di veggente che accoglie nella sua casa un'umanità varia, afflitta e disgraziata; ma il responso sibillino della donna è quasi una presa in giro.
Subito dopo, solo per caso, Antonio s'imbatte nuovamente nel colpevole in un rione malfamato, dove però tutti gli abitanti prendono fermamente le difese del ladro, minacciando il derubato. Nemmeno un carabiniere, non trovando prove concrete, può fare alcunché per arrestare il colpevole. Stravolti dalla stanchezza, Antonio e Bruno attendono il tram per tornare a casa, quando Antonio nota una bicicletta incustodita e, preso dalla disperazione, tenta maldestramente di rubarla, ma viene subito fermato e aggredito dai passanti. Solo il pianto disperato del figlio, che muove a pietà i presenti, gli evita il carcere. Bruno stringe la mano al padre e i due si allontanano tra la folla, mentre su Roma scende la sera.

## Produzione

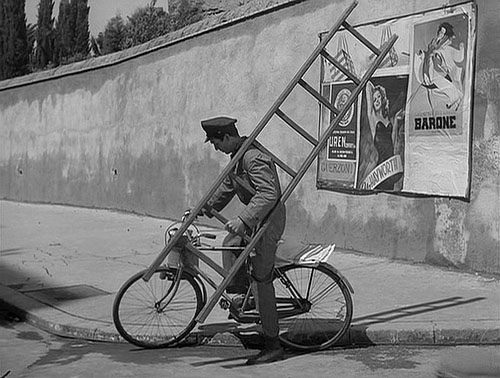
Una scena del film

Dopo l'insuccesso commerciale di Sciuscià, con un pubblico abituato ai film dei "telefoni bianchi" degli anni del ventennio fascista o ai grandi film di Hollywood, De Sica volle a tutti i costi realizzare questo secondo film, al punto da investire il proprio denaro nella sua produzione.
Del romanzo originale, così come delle sceneggiature (oltre sei, più quella dello stesso De Sica), nel film non è rimasto nulla. Il racconto, adattato da Cesare Zavattini, mostra però una traccia di queste sceneggiature nella serie di quadri che accompagna la vicenda del protagonista. Sono dei bozzetti che vogliono "realisticamente" mostrare al pubblico la vita italiana dell'immediato dopoguerra.

Gino Saltamerenda (al centro). Scena a piazza Vittorio.

«Un ritorno alla realtà», così avevano detto i critici in occasione della proiezione di Sciuscià; una realtà a cui voleva tornare lo stesso De Sica dopo le sue esperienze di attore giovane canterino nei film di Mario Mattoli e Mario Camerini degli anni trenta. Aveva detto De Sica: «La letteratura ha scoperto da tempo questa dimensione moderna che puntualizza le minime cose, gli stati d'animo considerati troppo comuni. Il cinema ha nella macchina da presa il mezzo più adatto per captarla. La sua sensibilità è di questa natura, e io stesso intendo così il tanto dibattuto realismo».

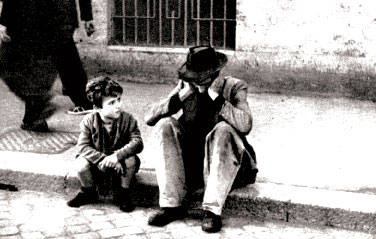
Una scena del film

### Cast

Sergio Leone (secondo da destra) fa da comparsa interpretando un prete tedesco

Fu per questo che il regista, nonostante le grandi difficoltà a reperire fondi per la realizzazione del film, rifiutò i sostanziosi aiuti dei produttori statunitensi, che però avrebbero voluto al posto di Maggiorani addirittura Cary Grant. Maggiorani venne scelto, come Enzo Staiola, per via del suo modo di camminare.
L'attrice che interpretò il personaggio di Maria, la moglie del protagonista, fu Lianella Carell, una giovane giornalista e scrittrice romana, che, dopo un incontro con De Sica per un'intervista, fu sottoposta a un provino e inserita nel cast. In seguito la Carell girerà altri film, ma senza la fortuna professionale di quella prima pellicola.
Bruno è interpretato da Enzo Staiola, che De Sica trovò nel quartiere popolare romano della Garbatella. Bruno è un controcanto, un'ombra che, sempre all'inseguimento frenetico del padre, quasi dimentico di lui nella sua disperazione, lo accompagna per tutto il racconto del film. È un bambino nei tratti e nelle movenze, ma allo stesso tempo non lo è più poiché già condivide il malessere degli adulti.
Antonio e Bruno a Porta Portese vengono sorpresi da un temporale da cui si riparano sotto un cornicione dove arriva un gruppo di seminaristi stranieri, anche loro zuppi d'acqua, che parlano ad alta voce nella loro lingua sotto lo sguardo stupefatto dei due protagonisti, meravigliati di quel linguaggio incomprensibile. Tra questi c'è un pretino impersonato da Sergio Leone.

## Promozione
Per l'Italia, la realizzazione dei manifesti e delle locandine, fu affidata al pittore cartellonista Ercole Brini, che dipinse i bozzetti ad acquarello e tempera, in uno stile che potremmo definire "neorealista" molto adatto allo spirito del film.

## Distribuzione

Una scena del film

Il film, girato tra il giugno e l'agosto del 1948, venne distribuito nelle sale italiane il 24 novembre dello stesso anno, di seguito sono riportati i vari paesi in cui venne esportato:
- Francia: 26 agosto 1949
- USA: 12 dicembre 1949
- Svezia: 27 febbraio 1950 - 15 marzo 2002 (riedizione)
- Spagna: 5 giugno 1950
- Giappone: 26 settembre 1950 - 27 ottobre 1979 (riedizione)
- Australia: 3 novembre 1950
- Portogallo: 20 novembre 1950 - 22 luglio 1983 (riedizione)
- Danimarca: 15 dicembre 1950 - 15 agosto 1960 (riedizione)
- Germania Ovest: 24 agosto 1951
- Finlandia: 1º febbraio 1952
- Germania Est: 17 aprile 1953
- Austria: 10 luglio 1953
- Argentina: 29 ottobre 1953
- Cina: 7 gennaio 1954
- Turchia: 1958

## Accoglienza
Il pubblico del cinema Metropolitan di Roma non accolse bene il film, anzi reclamava la restituzione del prezzo del biglietto. Tutt'altra l'accoglienza a Parigi, con la presenza di tremila personaggi della cultura internazionale. Entusiasta e commosso, René Clair abbracciò al termine della proiezione De Sica dando il via a quel successo mondiale che ebbe in seguito il film con i cui proventi il regista riuscì finalmente a pagare i debiti contratti per la produzione di Sciuscià.
Ladri di biciclette incassò 252 000 000 L.

### Critica

De Sica e Cesare Zavattini, fotografia di Federico Patellani, 1951

Il film può essere preso come un termine di riferimento storico per un confronto della realtà sociale della Roma dell'immediato dopoguerra. Oltre alla grande interpretazione dei due protagonisti (a cui certo contribuì in modo determinante la guida della regia di De Sica) "presi dalla strada", come allora si diceva, c'è una terza protagonista nel film che è la città di Roma con i suoi abitanti. È una Roma che, rappresentata nel bianco e nero della pellicola, appare nella sua grandezza.
Le sue strade appaiono semivuote, larghe, caratterizzate da una monumentalità distante dall'urbanizzazione successiva: le sue vie e le piazze del centro sono quasi libere da auto e mezzi moderni. Anche i rioni del centro, quelli allora proletari, appaiono nella loro originale struttura; così come l'estrema periferia dei palazzoni popolari, ancora più campagna che città, conserva una forma architettonica contadina che si riflette nelle fattezze e nei modi dei suoi abitanti. L'estrema povertà del dopoguerra è quasi riscattata da questa originaria autenticità di una città "pulita" nella sua architettura e nella spontanea moralità dei suoi cittadini.
L'umanità romana presentata nel film è fatta di gente che, nei suoi vari strati popolari, dai compagni di partito di Ricci, ai netturbini, agli stessi malavitosi di quartiere, ai postulanti della santona, alle dame di carità, al "buon carabiniere", si caratterizza per uno spirito di partecipazione solidale con gli altri, non è chiusa nella sua indifferenza, è aperta e genuina come le strade e i palazzi della Roma di Ladri di biciclette. È ancora un'umanità che, come appare nelle scene corali del film, condivide le sue necessità e miserie.
Un'altra protagonista del film è la bicicletta, divenuta da mezzo popolare di trasporto, un elemento vitale di sopravvivenza per il protagonista del film. Le biciclette attraversano tutta la storia del film, appaiono e scompaiono (isolate o in mucchi, integre o fatte a pezzi) come un incubo agli occhi del piccolo Bruno e di suo padre. La bicicletta rappresenta la tentazione che spinge Antonio a rubare, l'esca con cui il pedofilo di piazza Vittorio attira il piccolo Bruno, la perdita del lavoro e la disperazione finale di una povera famiglia che aveva riposto in quell'umile oggetto tutte le sue speranze di sopravvivenza.
Il critico André Bazin, nel sottolineare l'exploit innovativo del capolavoro di De Sica, così si esprimeva:
(André Bazin, Che cos'è il cinema?, Garzanti, 2000, pp. 317-318.)

### Recensioni
- Gino Visentini, Cinema n. 2, 10 novembre 1948
- Guido Aristarco, Cinema n. 7, 30 gennaio 1949

## Riconoscimenti
- 1950 - Premio Oscar
  - Miglior film straniero
  - Candidatura Migliore sceneggiatura non originale a Cesare Zavattini
- 1950 - Golden Globe
  - Miglior film straniero (Italia)
- 1949 - National Board of Review Award
  - Miglior film (Italia)
  - Migliore regia a Vittorio De Sica
- 1950 - Premio BAFTA
  - Miglior film (Italia)
- 1949 - Nastro d'argento
  - Miglior film
  - Migliore regia a Vittorio De Sica
  - Miglior soggetto a Cesare Zavattini
  - Migliore sceneggiatura a Cesare Zavattini, Vittorio De Sica, Suso Cecchi D'Amico, Oreste Biancoli, Adolfo Franci e Gerardo Guerrieri
  - Migliore fotografia a Carlo Montuori
  - Candidatura Miglior colonna sonora a Alessandro Cicognini
- 1949 - New York Film Critics Circle Award
  - Miglior film in lingua straniera (Italia)

## Citazioni e riferimenti

Una scena del film nel quartiere romano del Tufello

- Nel film Come scopersi l'America del 1949, il protagonista viene derubato della sua bicicletta mentre, ironia della sorte, sta attaccando un manifesto di "Ladri di biciclette", in una rivisitazione comica dell'ideologia neorealista alla luce delle contraddizioni della società italiana dopo l'euforia della rinascita.
- Nel film Stardust Memories (1980) di Woody Allen, due personaggi, tra cui il protagonista, vanno a vedere una proiezione di Ladri di biciclette con successivo dialogo sul film.
- Nel film C'eravamo tanto amati (1974) di Ettore Scola, Nicola Palumbo, il personaggio interpretato da Stefano Satta Flores, insegnante e cinefilo esperto, ammiratore di Ladri di biciclette, prima litiga con i suoi retrivi superiori per le ingiuste critiche al film scatenate durante un cineforum nella sua Nocera Inferiore, liti che lo costringeranno a lasciare la cattedra: successivamente, selezionato per Lascia o raddoppia?, trasmissione televisiva di quiz condotta da Mike Bongiorno, sbaglia la risposta finale per raccontare l'aneddoto del regista Vittorio De Sica che offende il bambino (Staiola) accusandolo di essere un "ciccarolo" - uno dei miseri personaggi del dopoguerra italiano che per sopravvivere raccoglievano mozziconi di sigarette per ricavarne tabacco da vendere - affinché si offendesse fino alle lacrime, e rendesse verosimile la scena da girare. La domanda del quiz nel film, invece, richiedeva semplicemente l'episodio del film dove il personaggio si mette a piangere "con scottante verismo".[22]
- Ladri di saponette (1989), di Maurizio Nichetti, è un chiaro riferimento al film di De Sica, e può essere considerato una sorta di parodia.[23]
- In una scena del film I protagonisti (The Player) del 1992 diretto da Robert Altman, il personaggio protagonista, Griffin Mill, incontra in un cinema, in cui stanno proiettando proprio Ladri di biciclette, quello che lui crede sia la persona che gli sta inviando minacce di morte attraverso lettere anonime: lo sceneggiatore David Kahane, a cui ha rifiutato un copione.
- Il film cinese Le biciclette di Pechino (2001) trae forti ispirazioni dalla pellicola.[24]
- Nel film iraniano Piccoli ladri (Sag-haye Velgrad) del 2004 diretto da Marzieh Meshkini, i due piccoli protagonisti prima di compiere il furto di una bicicletta per poter andare in prigione per vivere con la madre vedono il film di De Sica al cinema e vi si ispirano.[25]
- Anche in La ricerca della felicità (2006), di Gabriele Muccino, si possono riconoscere ampie citazioni iconografiche nell'inarrestabile girovagare di padre e figlio alla ricerca di una decorosa collocazione nel mondo: quella stessa che la bicicletta avrebbe consentito ai protagonisti del film di De Sica.[26][27]
- Un gruppo musicale romano costituito da disabili si chiama in omaggio alla pellicola Ladri di carrozzelle.[28]
- Nel quartiere romano del Tufello, non lontano dalla palazzina dove una targa ricorda che vi fu girata la sequenza iniziale del film, nel 2017 la sindaca romana Virginia Raggi ha inaugurato il rinnovato Parco Jonio, soprastante la stazione metropolitana della linea B1, che è stato decorato con murali dedicati al film realizzati dagli artisti Giusy Guerriero, Moby Dick e Noa.[29]
- Il nome del gruppo musicale italiano Ladri di biciclette è stato tratto dal titolo di questo film.